# Szaury
Szaury (biał. Шавуры; ros. Шауры) – wieś na Białorusi, w obwodzie witebskim, w rejonie brasławskim, w sielsowiecie Słobódka.

## Historia
W czasach zaborów w gminie Brasław, w powiecie nowoaleksandrowskim, w guberni wileńskiej Imperium Rosyjskiego. 
W latach 1921–1939 wieś leżała w Polsce, w województwie nowogródzkim (od 1926 w województwie wileńskim), w powiecie brasławskim, w gminie Brasław. 
Według Powszechnego Spisu Ludności z 1921 roku zamieszkiwało wieś 129 osób, 35 było wyznania rzymskokatolickiego a 94 prawosławnego. Jednocześnie 32 mieszkańców zadeklarowało polską przynależność narodową a 97 białoruska. Były tu 22 budynki mieszkalne. W 1931 w 26 domach zamieszkiwało 120 osób. 
Miejscowość należała do parafii rzymskokatolickiej i prawosławnej w Brasławiu. Podlegała pod Sąd Grodzki w Brasławiu i Okręgowy w Wilnie; właściwy urząd pocztowy mieścił się w Brasławiu.